# ジョージ・ギルバート・スコット
ジョージ・ギルバート・スコット（George Gilbert Scott、1811年 - 1878年）は、イギリスの建築家。自分の設計作品と並んで、修復の仕事でも有名である。
ヴィクトリア朝のゴシック・リヴァイヴァル建築の中心人物であり、もっとも旺盛な活動をした建築家である。生涯におよそ800の建築工事をした。

## 生涯
スコットは、1811年7月13日、バッキンガムシャーのゴーコットに住む地方英国国教会の聖職者の、四番目の子として生まれた。ロンドンのジェームス・エドムストン建築事務所で古典主義建築を修業した。
教会建築学派でありオーガスタス・ピュージン的な建築家の最初にしてもっとも重要な建築家が、スコットであった。スコットとの主宰する建築事務所は、何百という教会堂を建てたり修復したりした。
スコットも大学のデザインで際だっていた。彼はピュージンや教会建築学協会のやり方に従って、オックスフォード大学のエクセター・カレッジのチャペルに中期尖頭様式を採用した。1863年にスコットはケンブリッジ大学のセント・ジョンズ・カレッジに大きなチャペルを増築した。
スコットによるロンドンのセント・パンクラス駅およびミッドランド・ホテルは、1864年から1868年にかけて建設された巨大な停車場屋上の全面に建つ。スコットの他の重要な作品には, リーズ診療所(1867年), グラスゴー大学(1870年)がある。

## 家族
子孫には建築家になった者が少なくない。孫のジャイルズ・ギルバート・スコット（1880年ー1960年）は、リヴァプール大聖堂やバタシー発電所、バンクサイド火力発電所 (現在のテート・モダン) を設計している。

## 代表作

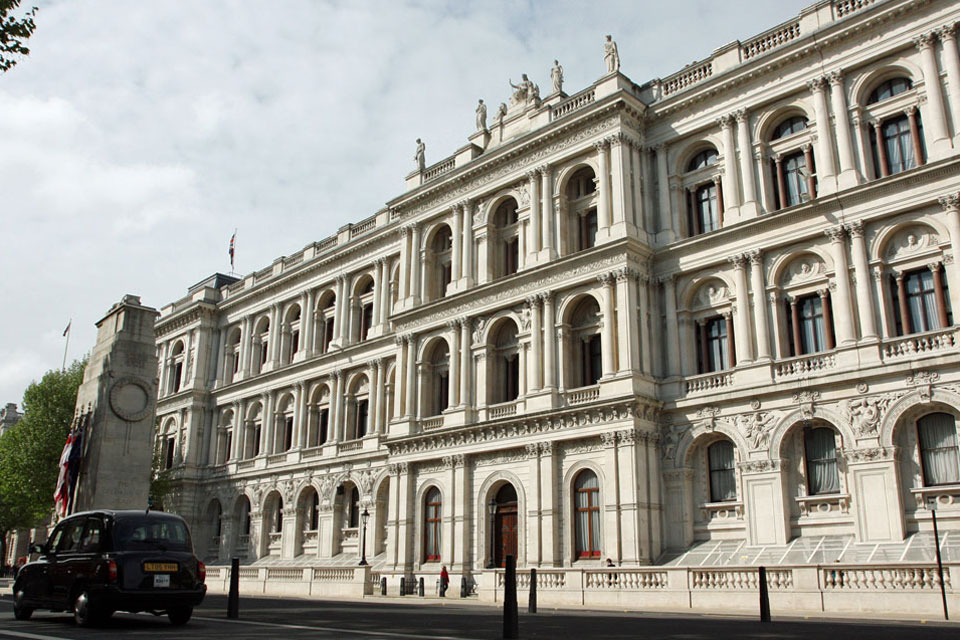
英外務省本館
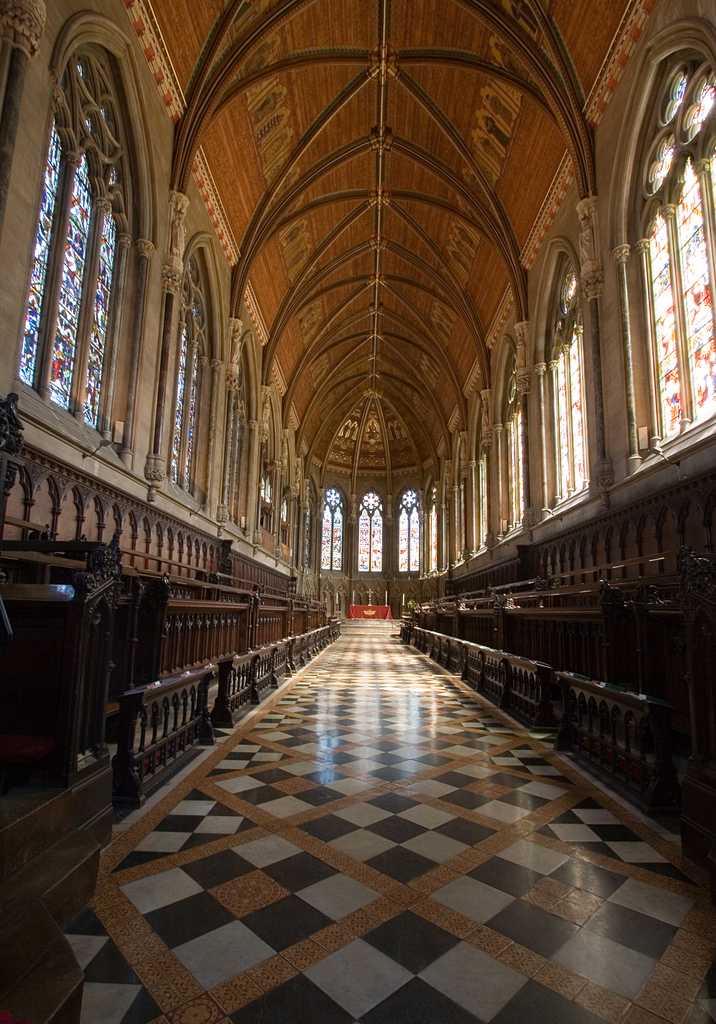
セント・ジョンズ・カレッジのチャペル, ケンブリッジ大学 (1863–69)
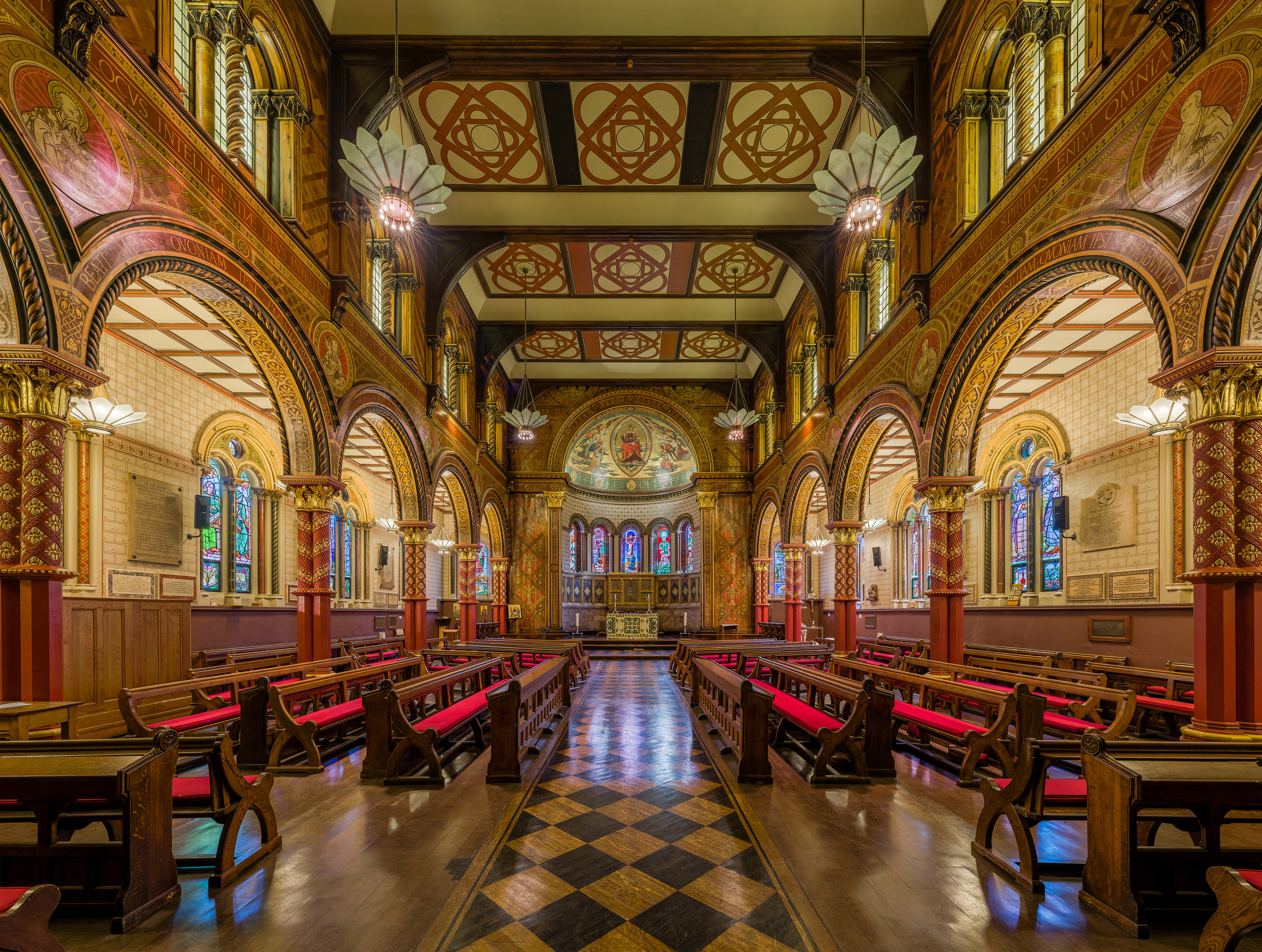
チャペル、キングス・カレッジ・ロンドン (1861–62)
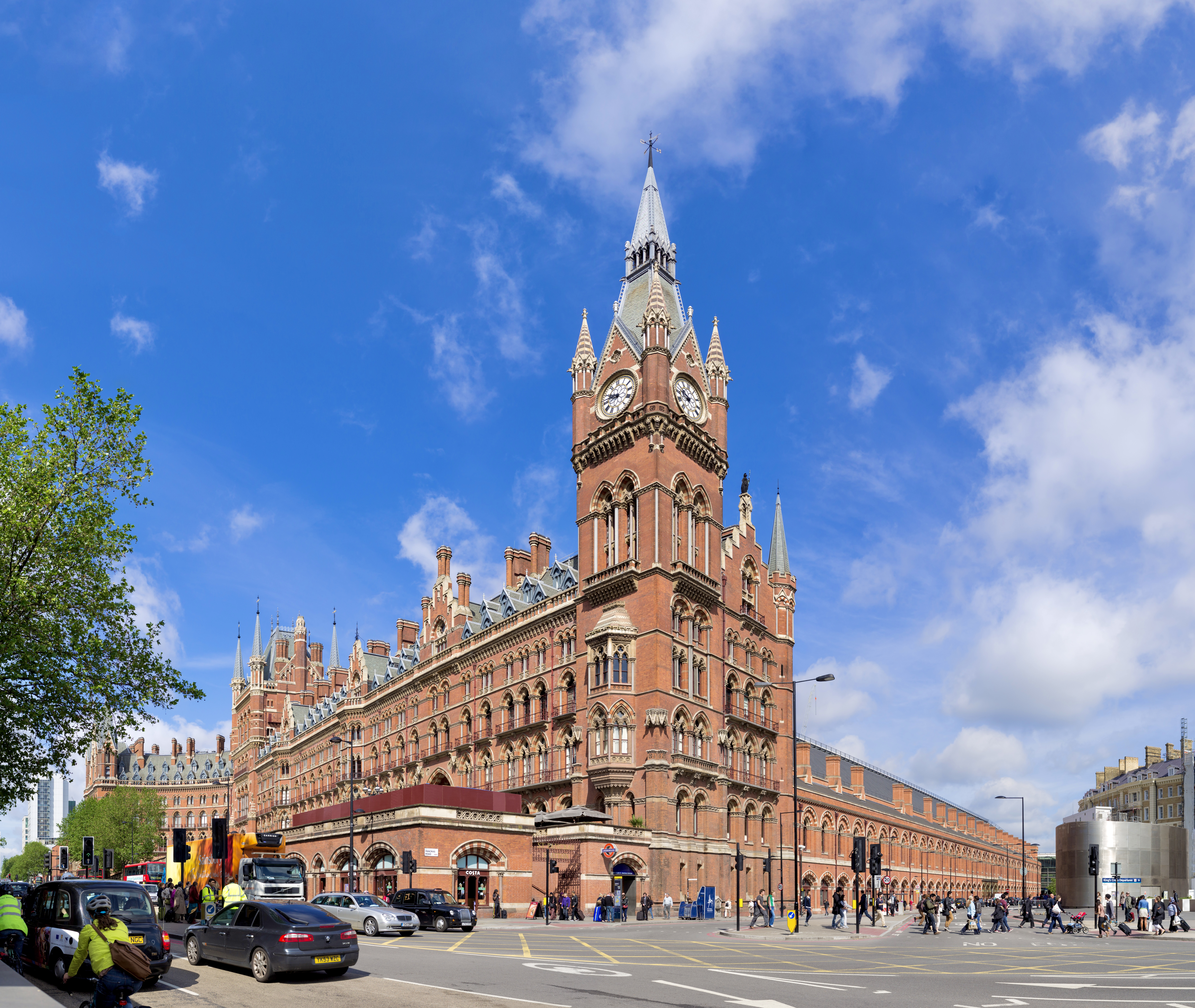
セント・パンクラス駅 (1866–76)
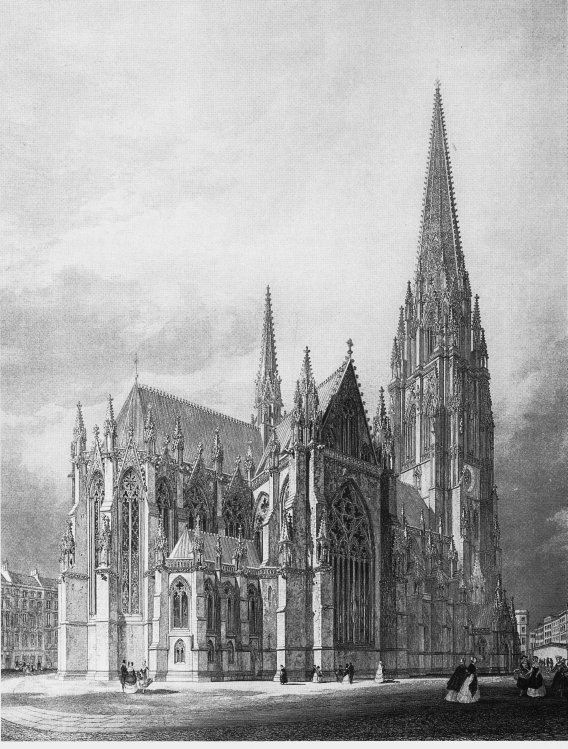
聖ニコライ教会 (ハンブルク) (1845-1863)
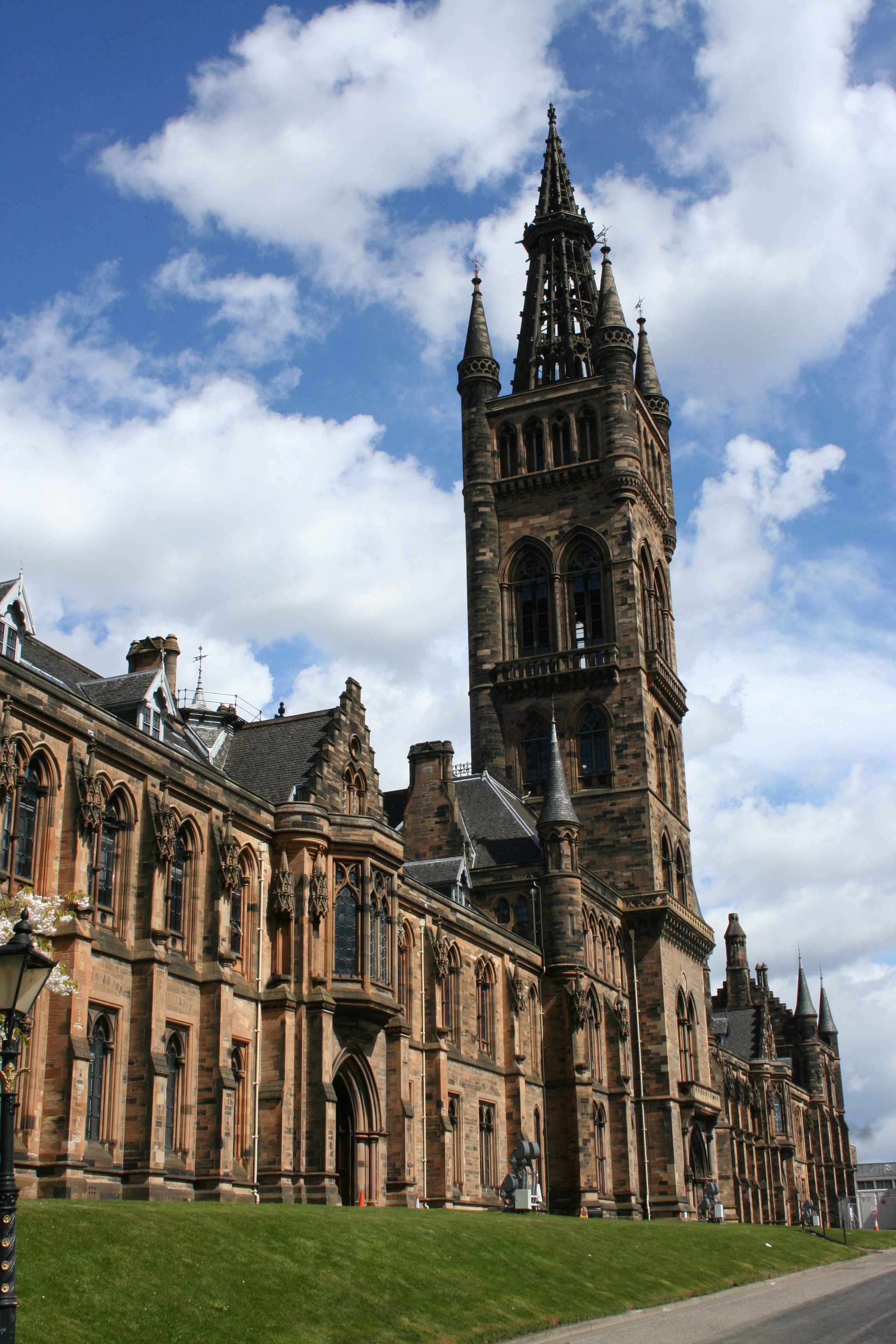
グラスゴー大学本館 (1870)
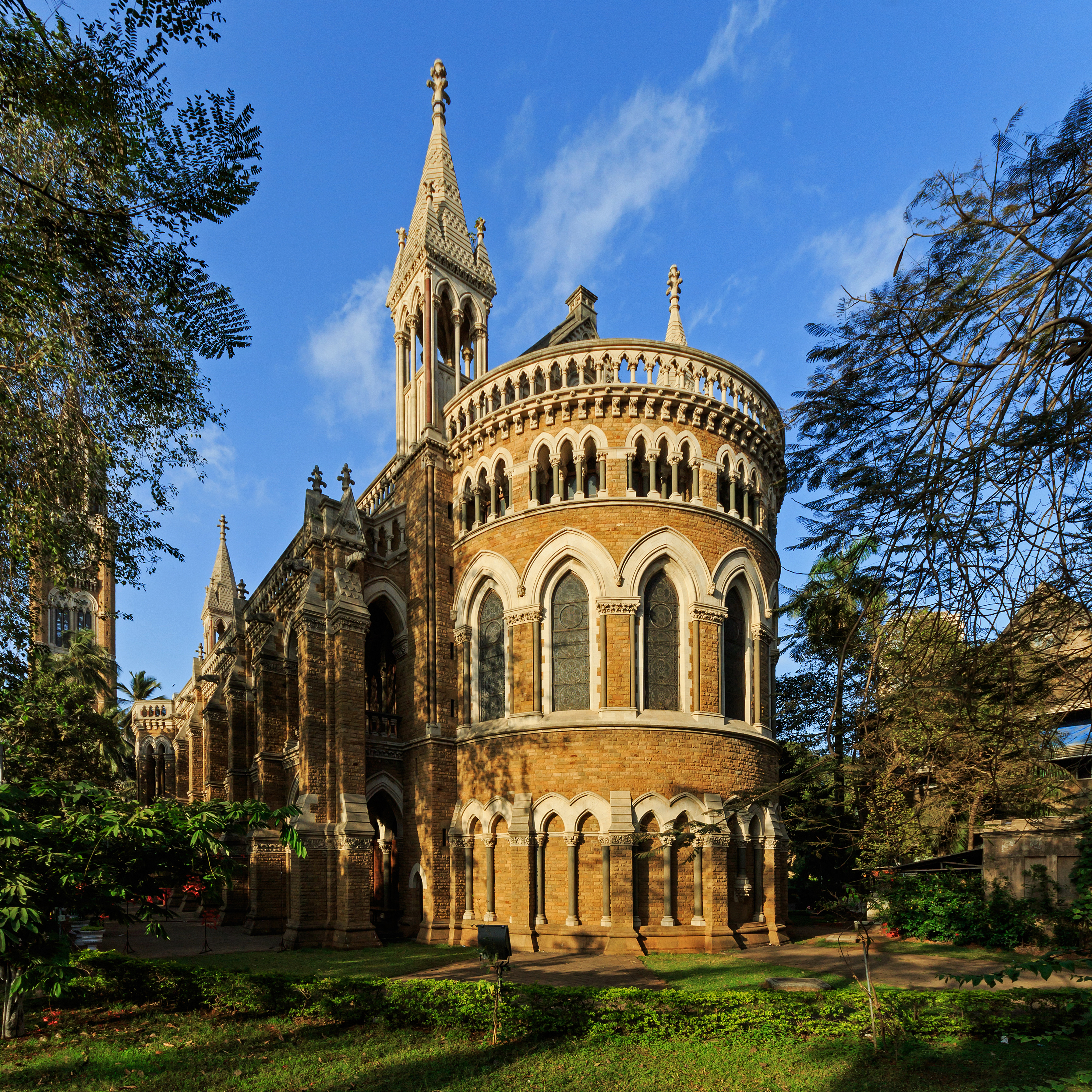
ムンバイ大学（英語版） (1878)
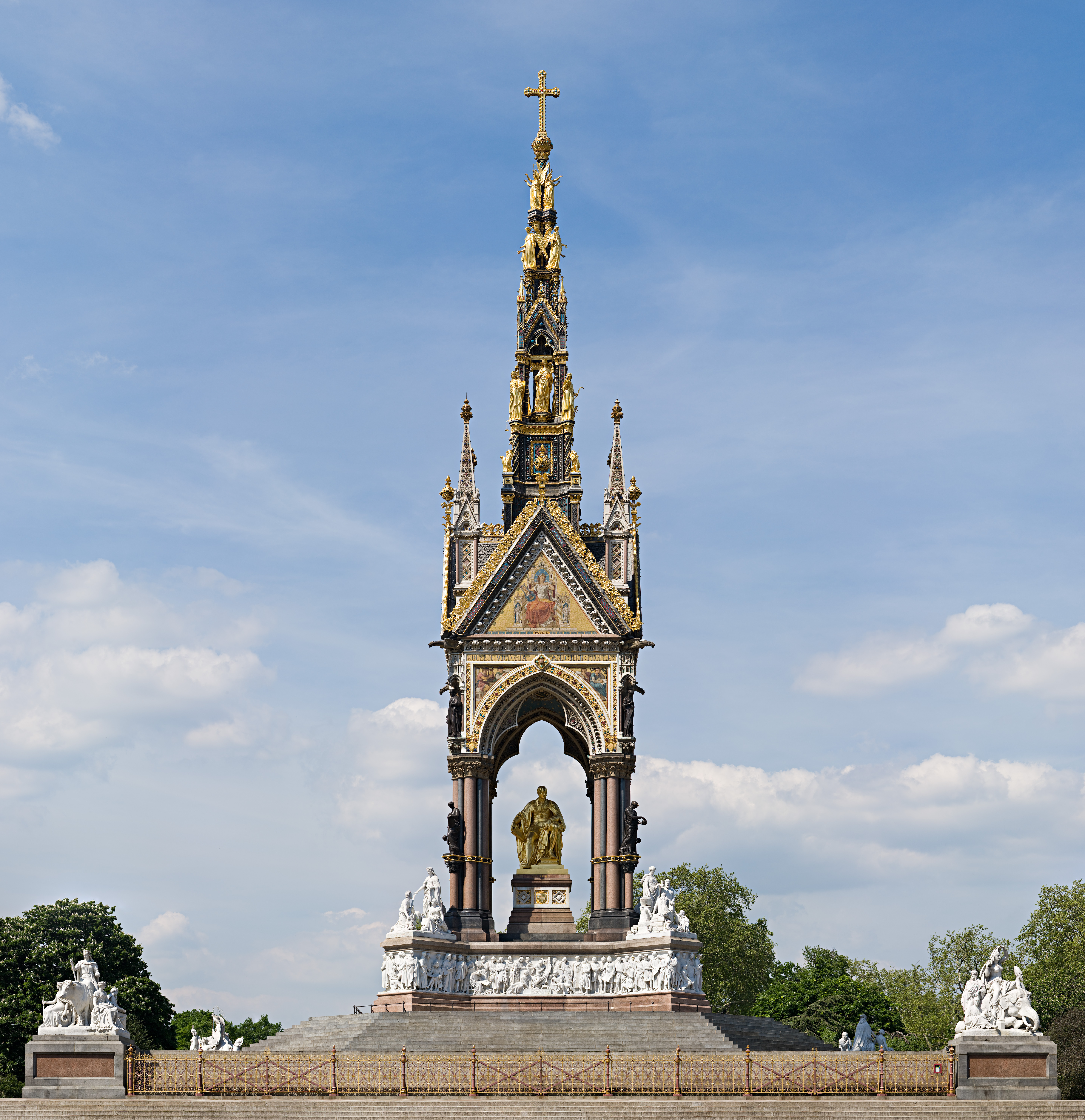
アルバート記念碑 (1872)